# Jean Ribault

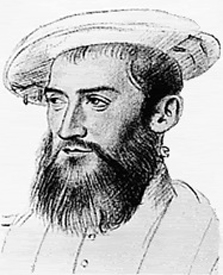
Portret Jeana Ribaulta

Jean Ribault (ur. w 1520 w Dieppe, zm. 12 października 1565 w Fort Caroline) – francuski oficer marynarki, nawigator i kolonizator terenów, które potem stały się częścią południowo-wschodnich Stanów Zjednoczonych.
Urodził się we wsi Dieppe nad kanałem La Manche. W 1562, Ribault został wybrany do poprowadzenia wyprawy do Nowego Świata w celu założenia portu dla Hugenotów. Razem ze 150 kolonistami przekroczył Ocean Atlantycki i przebadał ujście Rzeki Świętego Jana, gdzie obecnie znajduje się Jacksonville na Florydzie.